# 塔克西多 (紐約州)
塔克西多（英語：Tuxedo）是一個位於美國紐約州奧蘭治縣的鎮。

## 人口
根據2020年美國人口普查的數據，塔克西多的面積為127.80平方千米，當中陸地面積為121.85平方千米，而水域面積為5.95平方千米。當地共有人口3811人，而人口密度為每平方千米30人。